# Charadronota acutangula
Charadronota acutangula är en skalbaggsart som beskrevs av Gilbert John Arrow 1922. Charadronota acutangula ingår i släktet Charadronota och familjen Cetoniidae. Inga underarter finns listade i Catalogue of Life.